# Сингали

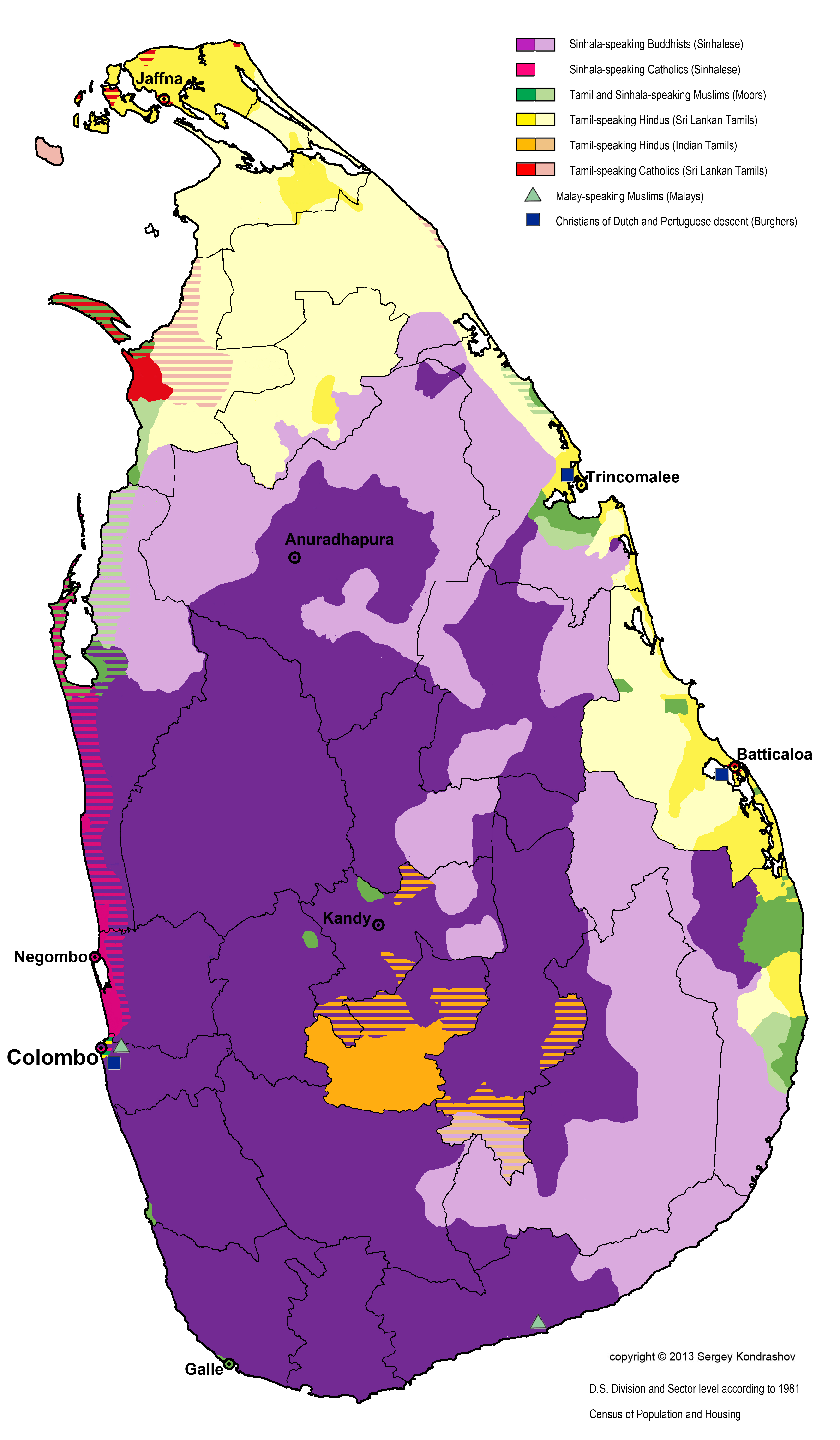
Географічний розподіл мовних і релігійних груп населення Шрі Ланки згідно з даними перепису населення 1981 року

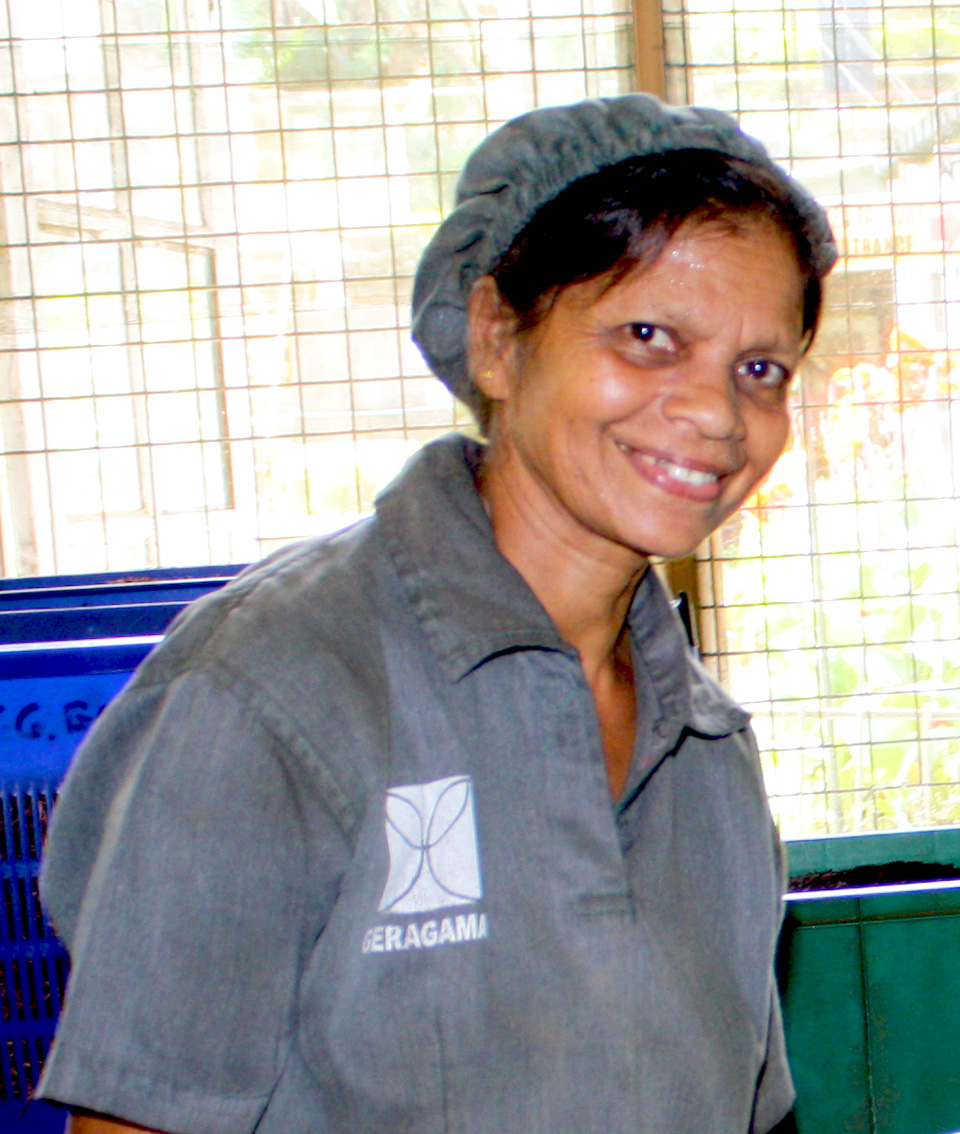
Сингалка працівниця чайної фабрики

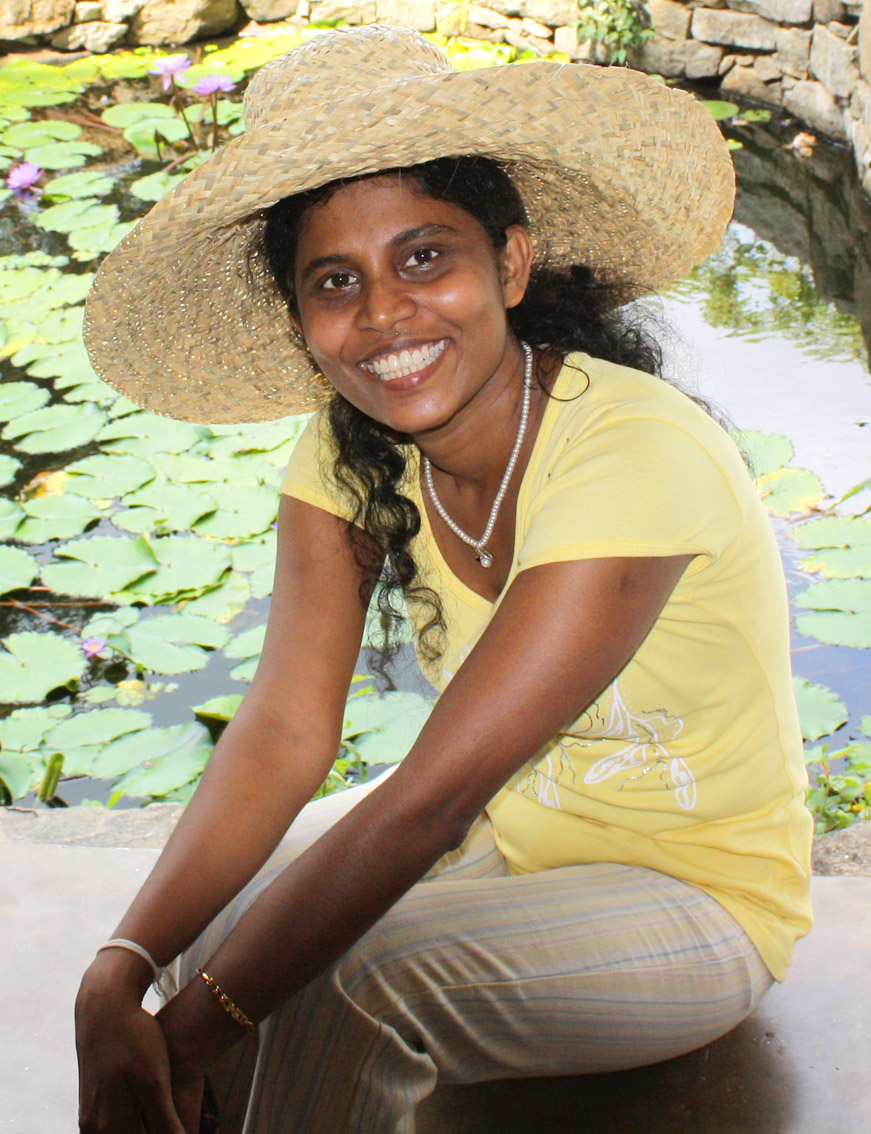
Сингалка в буддійському храмі

Сингали — один з двох народів, які проживають на території Шрі-Ланки. Самоназва — сінхала, досл. «левовий рід».
Чисельність — понад 12 млн. Ще близько 60 тис. живе в Індії, Австралії, Сінгапурі та Новій Зеландії. Мова — сингальська. Основна релігія — буддизм, почасти — християнство.

## Субетнічні групи
Поділяються на дві субетнічні групи: прибережні і гірські (кандійці).

## Етнографічні групи
Є етнографічні групи (каста родіїв, кіннара округів Канді і Курунегали)

## Антропологічні типи
За антропологічним типом неоднорідні. Основу фізичного вигляду становить індо-середземноморська раса великої європеоїдної раси, з деякою домішкою веддоїдної раси. Зрідка зустрічається яскраво виражений монголоїдний тип (можливо, пов'язаний з малайськими групами населення).

## Мова
Говорять сингальською мовою сингальсько-мальдівскої підгрупи індоарійської групи індоєвропейської сім'ї. Мова склалася на основі одного з північноіндійського діалектів. Є сильні розбіжності між розмовною і літературною мовами. Крім відомих діалектів є таємні говірки — гої-басава (у сільського населення), кал-басава (серед професійних мисливців) і родія (діалект касти).
Писемність виникла в IX ст.; сучасна графіка сингальської мови походить від системи письма південноіндійської грантхі.

## Релігія
Більшість сингалів буддисти (три секти — сіям-нікая, амарапура-нікая і раманом-нікая), є незначна кількість християн, головним чином, католиків. Зберігається вплив індуїзму і стародавніх вірувань. Як найхарактерніші можуть бути виділені демонічний культ (віра в демонів, що населяють дерева, річки, гори, перехрестя, занедбані оселі, культ якка, носіння амулетів і талісманів, церемонії вигнання демонів, магія), астрологічний культ (божества-планети та пов'язані з ними обряди балі), культ богів — покровителів (Вішну, Катарагама, Саман, Натха, Паттіні; Будда виступає при цьому як верховне божество). Прикладом синтезу декількох культів є обожнювання гори пік Адама — Шріпада.